# Vectidromeus
Vectidromeus — невеликий двоногий травоїдний птахотазовий динозавр родини з ранньокрейдового періоду Англії. Описаний у 2023 році.

## Відкриття і назва

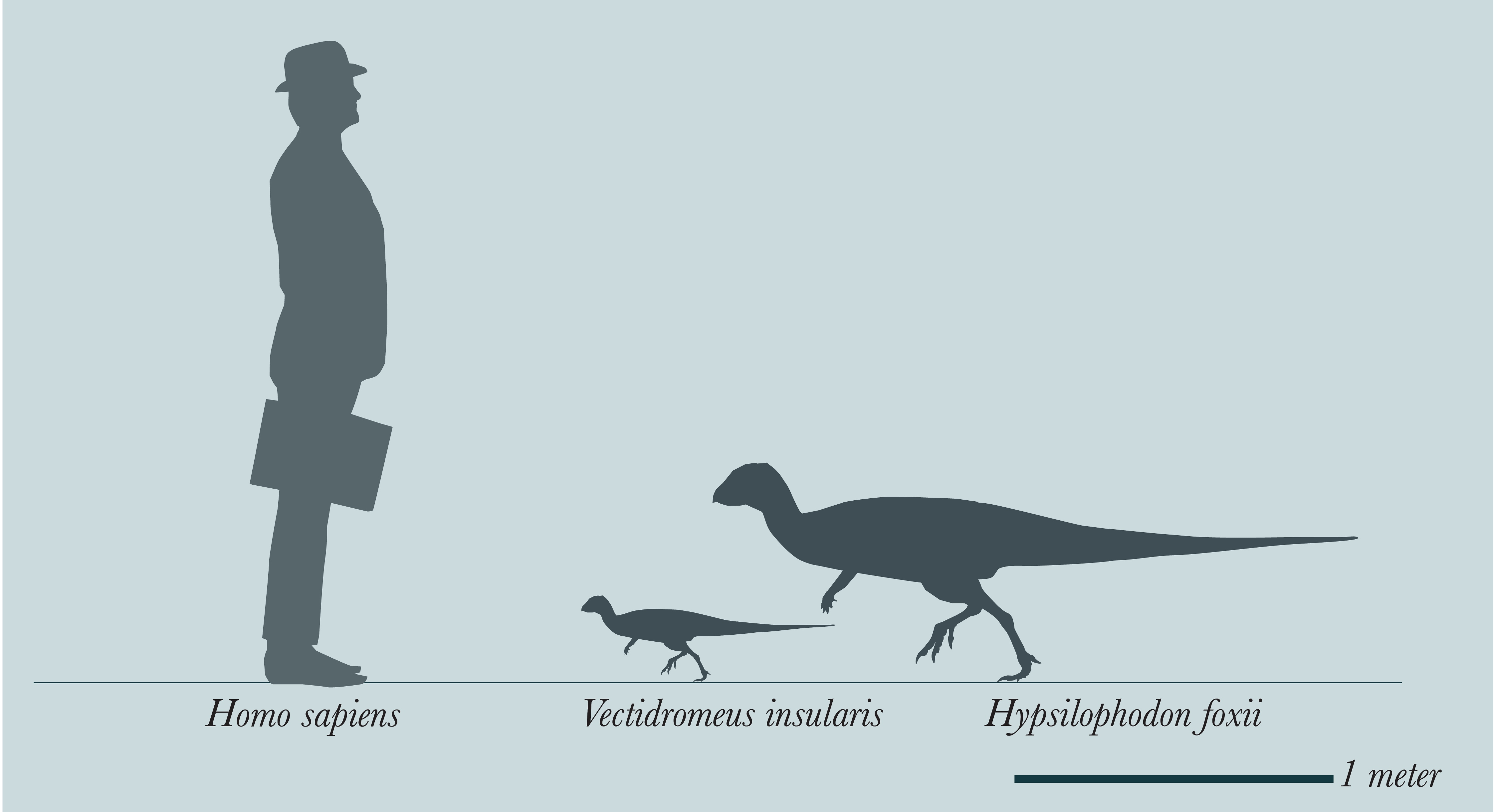
Порівняння розмірів Vectidromeus з розмірами людини та Hypsilophodon

Рештки динозавра виявлено у відкладеннях формації Вессекс на західному узбережжі острова Вайт. Зразок складається з неповного скелета, який, ймовірно, належить молодій особині, включаючи частково спинний і хвостовий хребці, обидві клубові кістки, ліву лобкову кістку, обидві сідничні кістки, неповну праву стегнову та гомілкову кістки, ліву стегнову кістку, гомілкову та малогомілкову кістки та частково ліву плеснову кістку. Незважаючи на те, що зразок є молодим, він відрізняється від молодих особин Hypsilophodon і походить із значно нижчої частини формації Вессекс, що свідчить про те, що він представляє окремий вид.
У 2023 році Longrich et al. на основі цих викопних останків описали Vectidromeus insularis як новий рід і вид гіпсилофодонтидних орнітопод. Родова назва Vectidromeus поєднує «Vectis» — римську назву острова Вайт, із грецьким словом δρομεύς («dromeus»), що означає «бігун». Конкретна назва «insularis» є латинським словом, що означає «острівний».

## Опис
Орієнтовна довжина тіла голотипу менше одного метра. Довжина дорослої особини невідома, але, можливо, вона становила близько двох-трьох метрів, вага близько двадцяти кілограмів, як у його родича гіпсилофодона.